# 八垂別
八垂別（はったりべつ/Hattaribetsu）は現在の北海道札幌市南区にあった地名。現在の川沿地区の旧名称である。
- 1941年札幌市に編入された際、川沿町に改称された。
- 現在は八垂別墓地、八垂別の滝等にその名を残す。

## 地名の由来
- アイヌ語で「渕の川」を意味する「ハッタㇽ・ペッ」に漢字を当てたもので、初期は「発垂別」の字が当てられていた。

## 歴史
1941年の札幌市編入後については、川沿を参照のこと。
- 1880年代 - 山鼻屯田兵の給与地になる。
- 1886年 - 兵藤繁治が入植、開墾始まる。
- 1896年 - 藻岩神社の前身山の神創建。
- 1901年 - 八垂別墓地設置。公立八垂別尋常小学校（現在の札幌市立藻岩小学校開校）
- 1904年 - 八垂別説教所開かれる。
- 1906年 - 山鼻村と円山村が合併し、藻岩村となる。
- 1909年 - 札幌石材馬車鉄道開通。
- 1918年 - 札幌石材馬車鉄道廃止。
- 1927年 - 地区に電燈がつく。
- 1938年 - 藻岩村が町制施行、円山町となる。
- 1941年 - 札幌市に編入。町名改正で川沿町となり、八垂別の地名は消滅する。

## 当時の施設
- 八垂別墓地
- 後平池　（明治25年入植の後平徳蔵氏の作った稲作用池）

```
                 (地元資料や南が丘中学校資料による)(大きさ1000坪)
```

- 宝流寺
- 八垂別尋常高等小学校
- 藻岩村立八垂別農業青年学校